# Тимотеуш Ліпінський
Тимоте́уш Ліпі́нський (пол. Tymoteusz Lipiński; 24 січня 1797, с. Деречин, нині Гродненської області Білорусі — 7 вересня 1856, м. Варшава) — польський історик, археолог, географ, нумізматик, професор.

## Біографія
Народився 24 січня 1797 року у селі Деречин колишнього Новогрудського воєводства (тепер у Зельвенському районі Гродненської області Білорусі). Нащадок шляхетського роду гербу «Бродзиць». Батько — Станіслав Ліпінський, майор Війська польського, матір — дружина батька Маріа (Маріанна) Олесницька-Гловач, родина якої мешкала на Волині. Тимотеуш рано втратив батьків, його опікуном став стрийко Юзеф Ліпінський.
Спочатку навчався в початкових школах у Гродненському повіті, потім за допомогою стрийка здобув ліцейну освіту у Варшаві, де навчався від 1811 року. З 1819-го студіював науки у Варшавському університеті, де здобув абсолюторіум на відділі наук і мистецтва, а одним з його викладачів був Л. Осінський (пол. L. Osiński). Завершив студії 1833 року.[джерело?]
Брав участь в антиросійському повстанні 1830—1831 років на його початку як шереговець Народової Гвардії, однак потім відмовився від рангу підофіцера. Сумнівно, чи брав участь у наступних боях проти російської імператорської армії, залишився на теренах Польщі після поразки повстання.
У 1842—1854 роках був співробітником видання «Бібліотека Варшавська» (пол. Bablioteka Warszawska). У 1833—1851 роках учителював у варшавських школах, зокрема, викладав історію, польську мову, географію в Окружній школі (на вул. Фрета), потім у Реальній повітовій школі. У середині 1852 року виїхав до Львова для встановлення контактів з Августом Бельовським, кс. Садоком Барончом, Каролем Шайнохою та Оссолінеумом.
Він був зацікавлений у дослідженні давньої історії, подорожував по всій країні і зібрав інформацію, пов'язану з цим. Результатом цих досліджень є монументальна праця (у співавторстві з Міхалом Балінським)
- «Старожитня Польща з погляду історичного, географічного та статистичного» (три томи в чотирьох частинах; Варшава, 1843—1846 рр.).

Крім того, випущено в світ ще:
- «Повідомлення історичні, нумізматичні, про коронації образів Діви Марії в колишньої Польщі» (Варшава, 1850 р.);
- «Опис повіту Радомський» (Варшава, 1847 р.).

У рукописі він залишив:
- «Біографії великих поляків у XVIII столітті Життя.» І
- «Словник, що містить прислів'я, притчи, поради і способи мовлення.»

Багато його статей також біли розміщені в різних журналах.
Правдоподібно, не був одруженим. Помер 7 вересня 1856 року, похований на Повонзківському цвинтарі (кватера 6, ряд 3). Його надгробок виготовлений і встановлений коштом братів і сестер.